# Cahors
Cahors  [kaɔʁ] ist eine französische Stadt (okzitanisch Caors) in der Region Okzitanien. Die Stadt ist Sitz der Verwaltung des Départements Lot. Die 19.902 Einwohner (Stand: 1. Januar 2022) zählende Stadt ist zudem Hauptort des Arrondissements Cahors. Ihre Einwohner nennen sich Cadurciens.
Cahors hat vor allem Bedeutung als Verwaltungshauptstadt und ist durch das gleichnamige Weinbaugebiet bekannt. Die Stadt liegt am Fernwanderweg GR 65, der weitgehend dem historischen Verlauf des französischen Jakobsweges Via Podiensis folgt.

## Geografie
Die Stadt liegt am südwestlichen Rand des Zentralmassivs auf einer Halbinsel, die durch eine Schleife des Flusses Lot gebildet wird. Die Schleife wird durch den westlichen Rand der Cevennen erzwungen, auf dessen steilen Hängen Weinbau betrieben wird. Diese Lage hat die Entwicklung der Stadt maßgeblich geprägt. Sie bildete einen leicht zu verteidigenden Punkt an der antiken Straße nach Rodez und Toulouse.
Die nächsten französischen Großstädte sind Toulouse (94 km) im Süden, Bordeaux (167 km) im Nordwesten und Montpellier (216 km) im Südosten.

## Geschichte

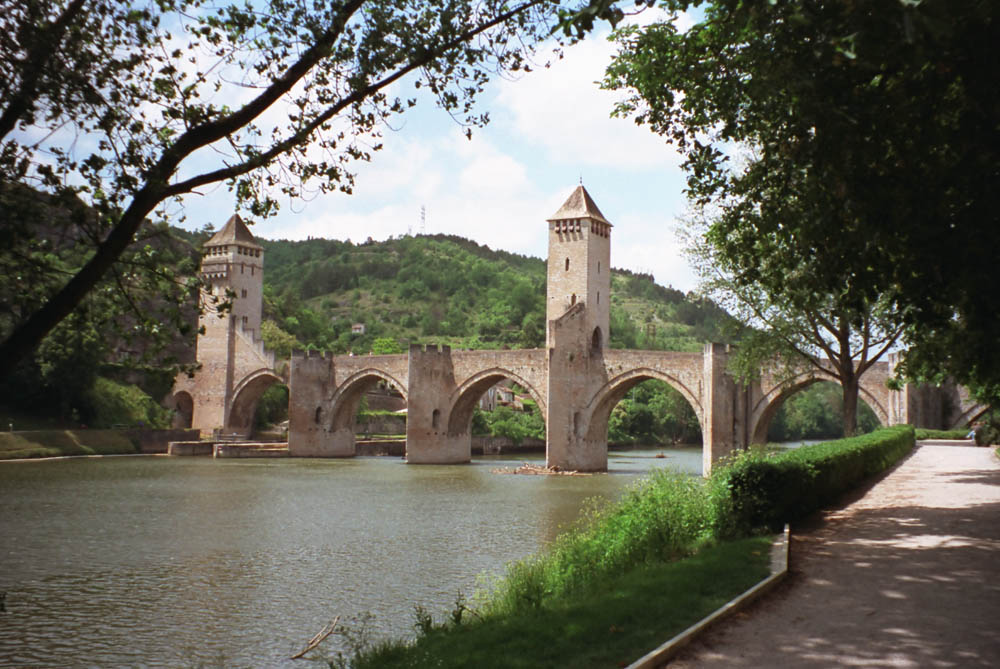
Der Pont Valentré ist das Wahrzeichen der Stadt

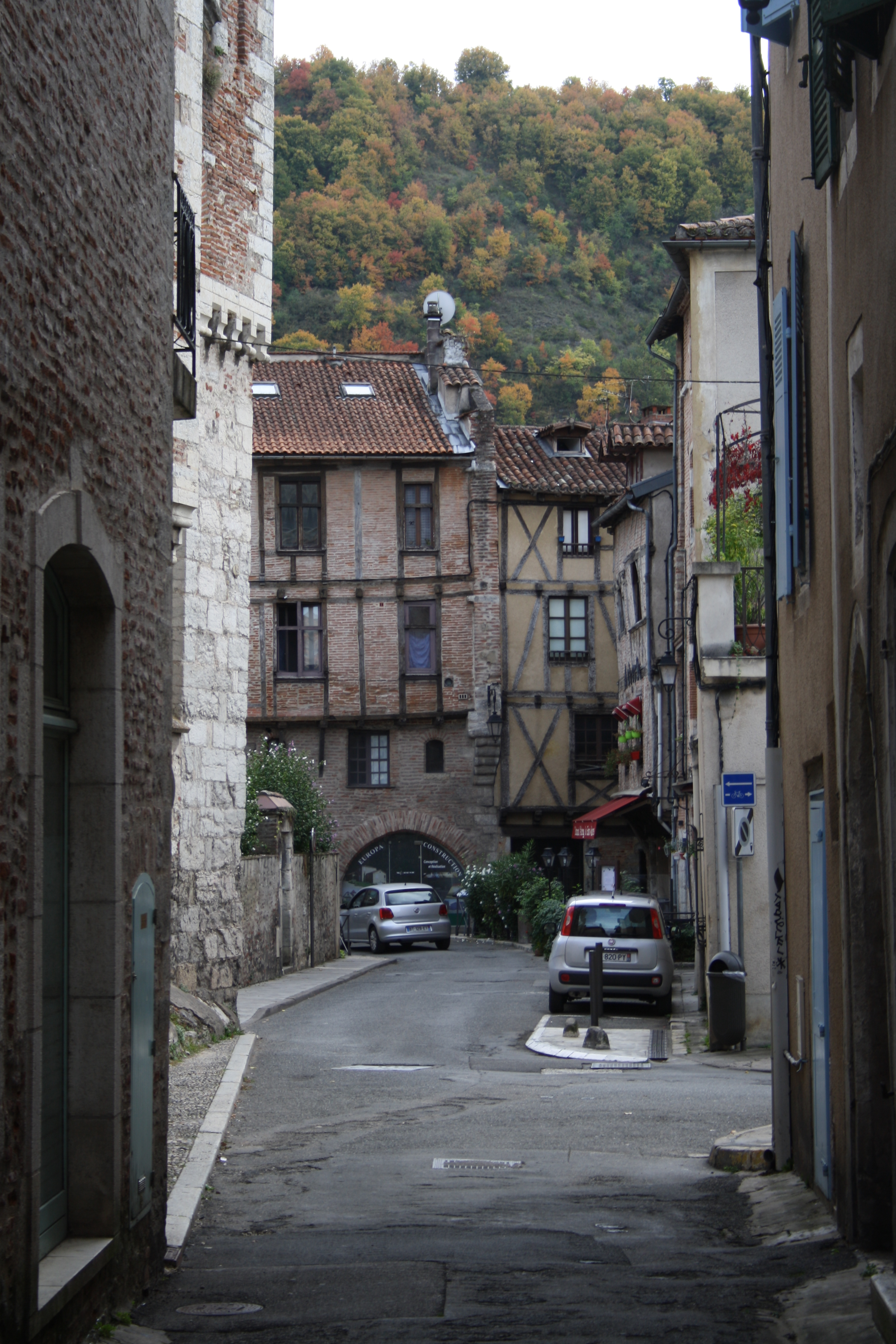
Rue Saint-Urcisse in der Altstadt

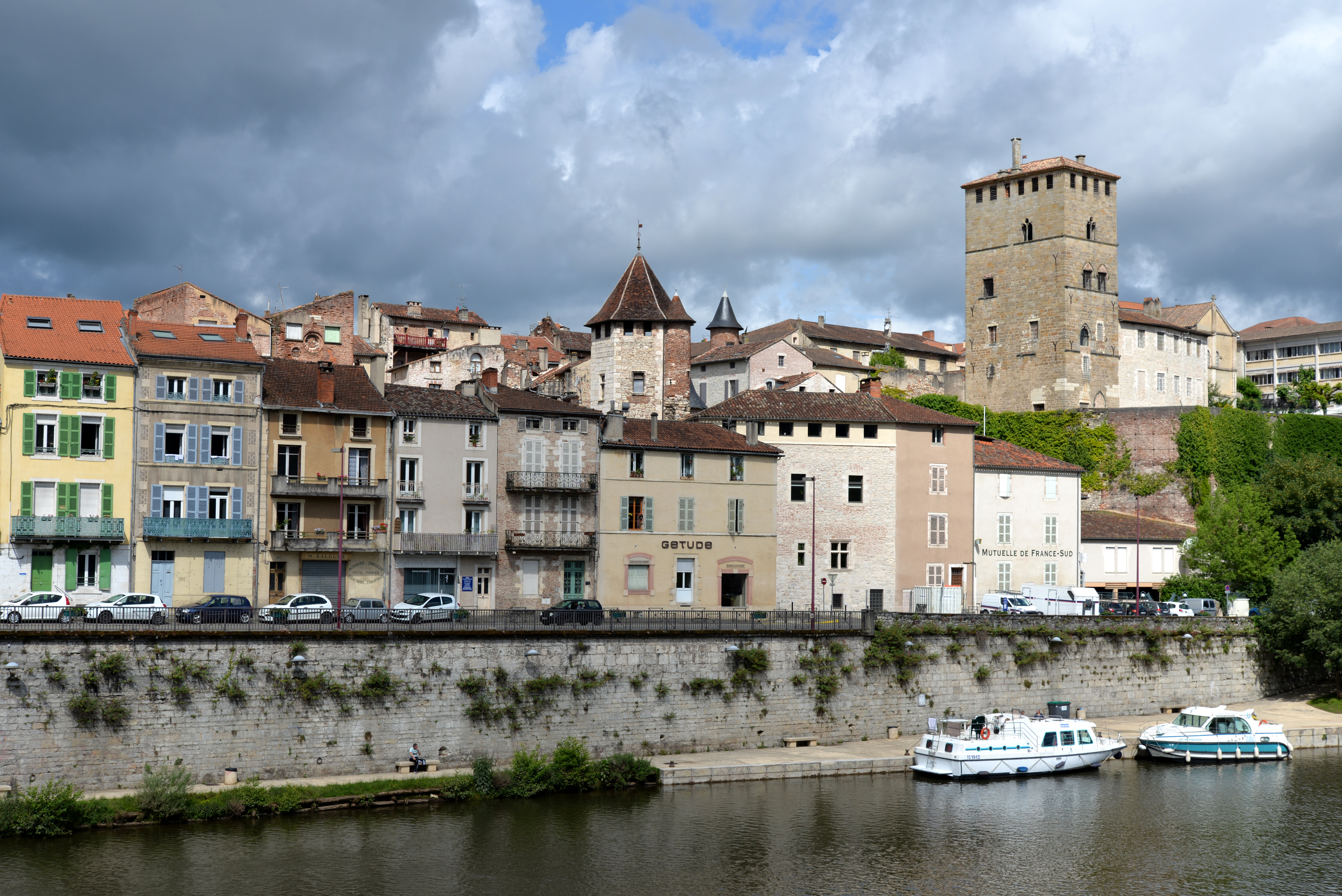
Altstadt und Château du Roi

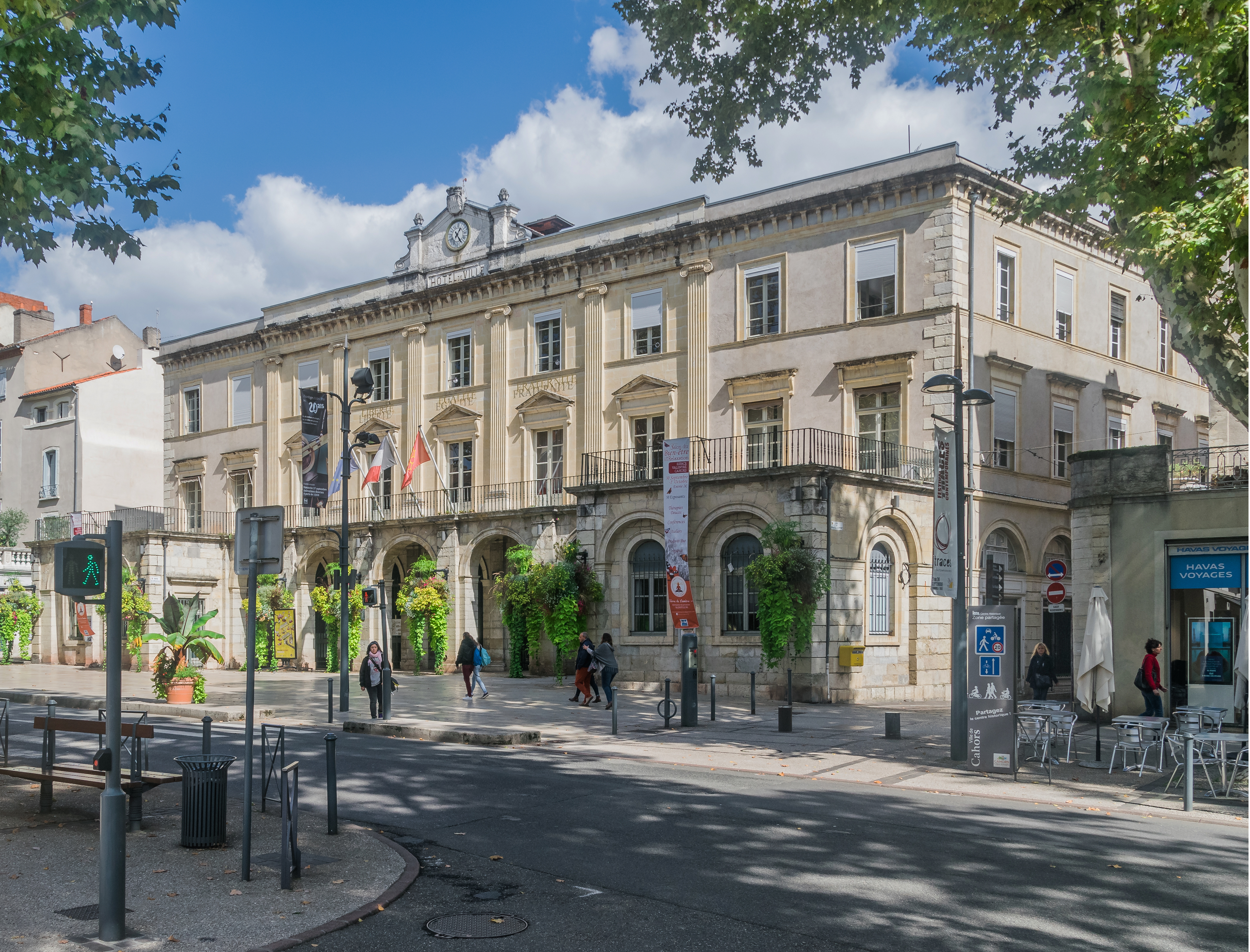
Hôtel de Ville (Rathaus)

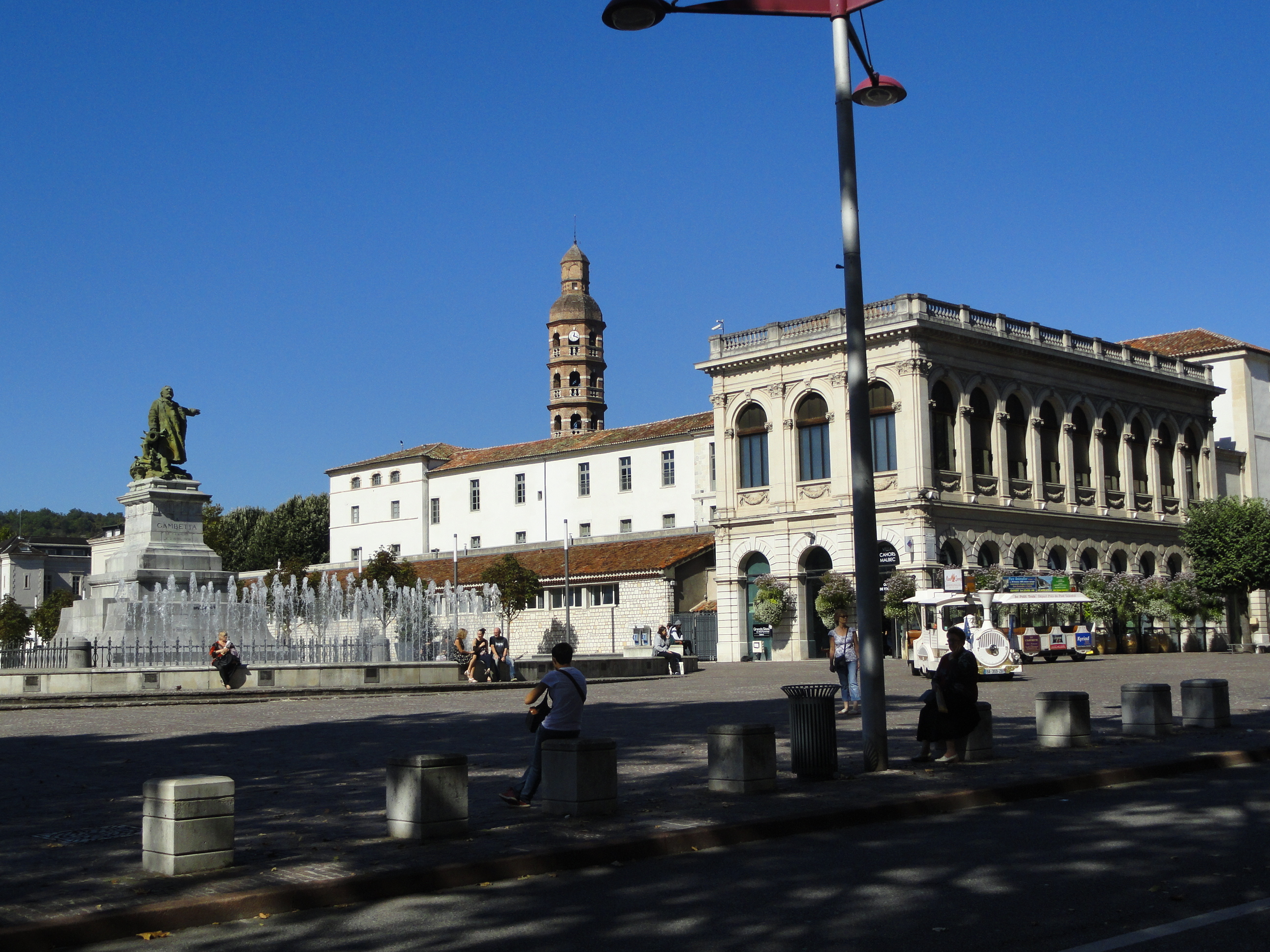
Place François Mitterrand mit Gambetta-Standbild

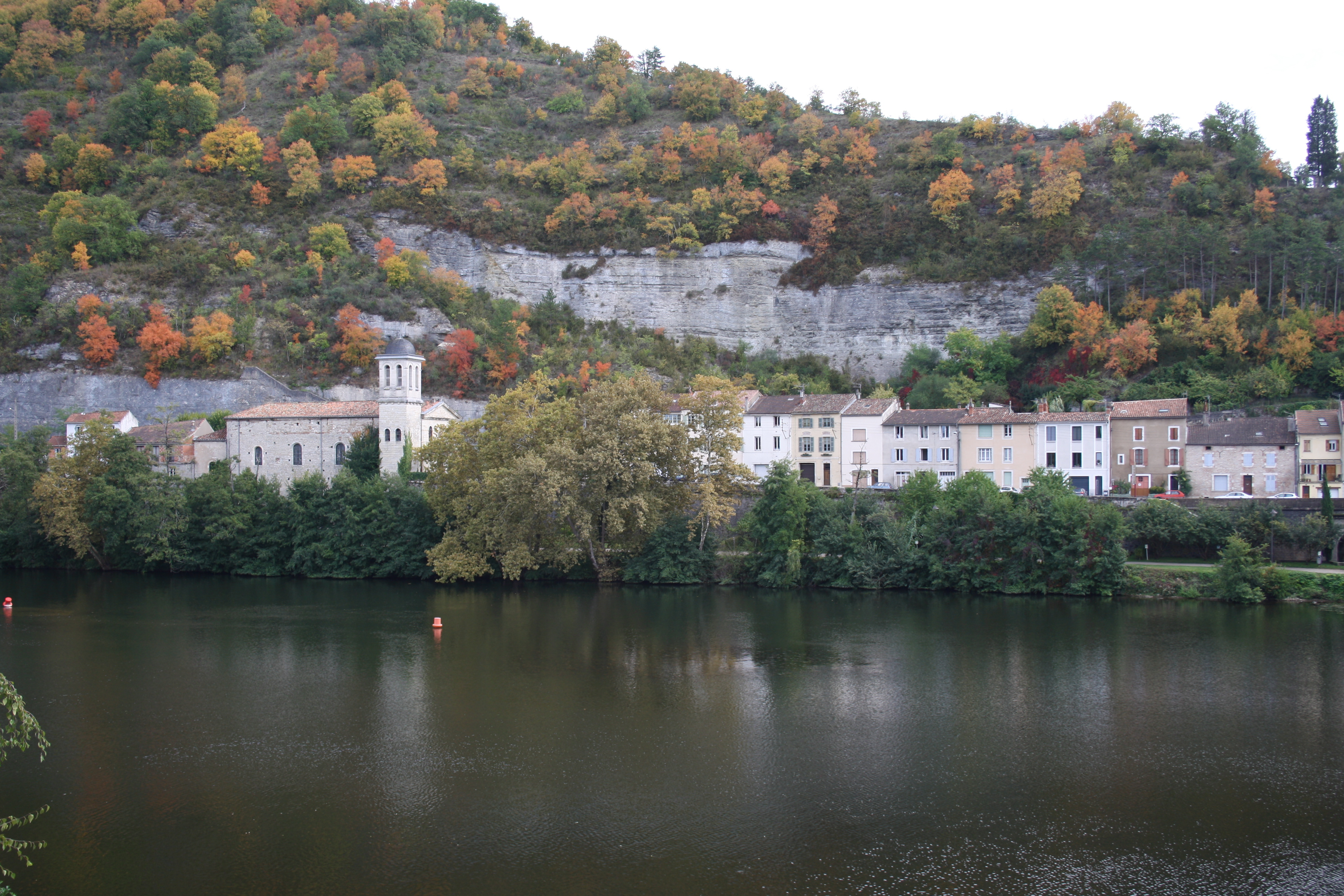
Blick über den Lot auf den Stadtteil Faubourg Saint-Georges mit der Kirche Notre-Dame

Die Ursprünge der Stadt reichen in die keltische Zeit zurück. Dem Stamm der Kadurker, der damals die Region Quercy besiedelte, verdankt sie ihren Namen. In der Römerzeit hieß die Stadt Divona Cadurcorum. Daraus wurde dann Cadurca und schließlich Cahors.
Cahors ist seit dem frühen Mittelalter Bischofssitz und war aufgrund seiner verkehrsgünstigen, aber geschützten Lage schon im 6. Jahrhundert eine wohlhabende Handelsstadt.
Spätestens nach der Aufteilung des Teilreiches von Charibert I. von Paris, also 567, gehörte Cahors zu Neustrien. Nach der Heirat des neustrischen Königs Chilperich I. gab dieser die Stadt, zusammen mit Bordeaux, Limoges, Bearn und Bigorre, jedoch als Morgengabe an seine Braut Gailswintha. Diese fünf Städte lagen strategisch günstig zum Gebiet des Schwiegervaters Athanagild, des Königs der Westgoten. Nachdem Chilperich die Ermordung seiner Gattin veranlasst hatte, ging dieses Erbe, nach einer Regelung eines von Guntram, dem König der Burgunder einberufenen Malbergs, auf das Königreich Austrasien über. Damit nicht einverstanden versuchte Chilperich ab dem Jahr 573 die Städte zurückzuerobern, was zu einem der vielen merowingischen Bürgerkriege führte.
Ab dem 9. Jahrhundert unterstand Cahors den Herzögen von Toulouse.
Zu ihrer höchsten Bedeutung stieg die am Jakobsweg gelegene Stadt im 13. Jahrhundert auf. Damals wurde Cahors zum ersten Bank- und Börsenzentrum Europas, als sich die lombardischen Gläubiger des Bischofs, der im Albigenserkreuzzug den berüchtigten Simon IV. de Montfort mit Truppen unterstützt hatte, in der Stadt niederließen. Sie wurden – abgeleitet vom Namen der Stadt – im Deutschen als „Kawerzen“ bezeichnet.
Der aus Cahors stammende Papst Johannes XXII. gründete 1332 eine Universität, die 1751 derjenigen von Toulouse angegliedert wurde. Im Frieden von Brétigny wurde die Stadt 1360 kampflos den Engländern überlassen. Sie kam erst 1428 zurück zu Frankreich, ihr Reichtum war jedoch dahin. Der Hundertjährige Krieg setzte der Blütezeit von Cahors ein Ende.
Da 1940 Millionen Menschen aus Nordfrankreich vor den heranrückenden Soldaten der deutschen Wehrmacht flohen, stieg die Einwohnerzahl von Cahors im Juni jenes Jahres vorübergehend von 13.000 auf 60.000 Personen an. Am 18. August 1944 endete die deutsche Besatzung mit der Befreiung der Stadt.

## Bevölkerungsentwicklung
| Jahr                       | 1962   | 1968   | 1975   | 1982   | 1990   | 1999   | 2006   | 2018   | 2021   |
| Einwohner                  | 17.045 | 19.128 | 20.226 | 19.707 | 19.735 | 20.003 | 20.062 | 19.907 | 20.141 |
| Quellen: Cassini und INSEE |        |        |        |        |        |        |        |        |        |

## Jakobsweg(Via Podiensis)
Im Mittelalter vereinigten sich in Cahors die Pilgerströme nach Santiago de Compostela, die dem Tal des Lot oder des Célé gefolgt waren. Über die Brücke Pont Valentré verließen sie die Stadt, um über die Kalkhochfläche der Quercy Blanc weiter nach Montcuq zu ziehen. Es gab in Cahors mehrere Hospize. Heute gibt es neben drei Pilgerherbergen (französisch: Gîte d’étape), Hotels, Privatquartiere (Chambre d’hôtes) und einen Campingplatz. Außerdem hat Cahors ein Office de Tourisme. Auf dem Weg nach Montcuq gibt es weitere Beherbergungsbetriebe in den Orten Les Mathieux, Labastide-Marnhac, Lhospitalet und Escayrac. Der Jakobsweg führt leicht hügelig durch die landwirtschaftlich geprägte Quercy Blanc vorbei an einsamen Weilern und einzelnen Gehöften. Als Straßenverbindung führt die D653 nach Montcuq.

## Verkehr

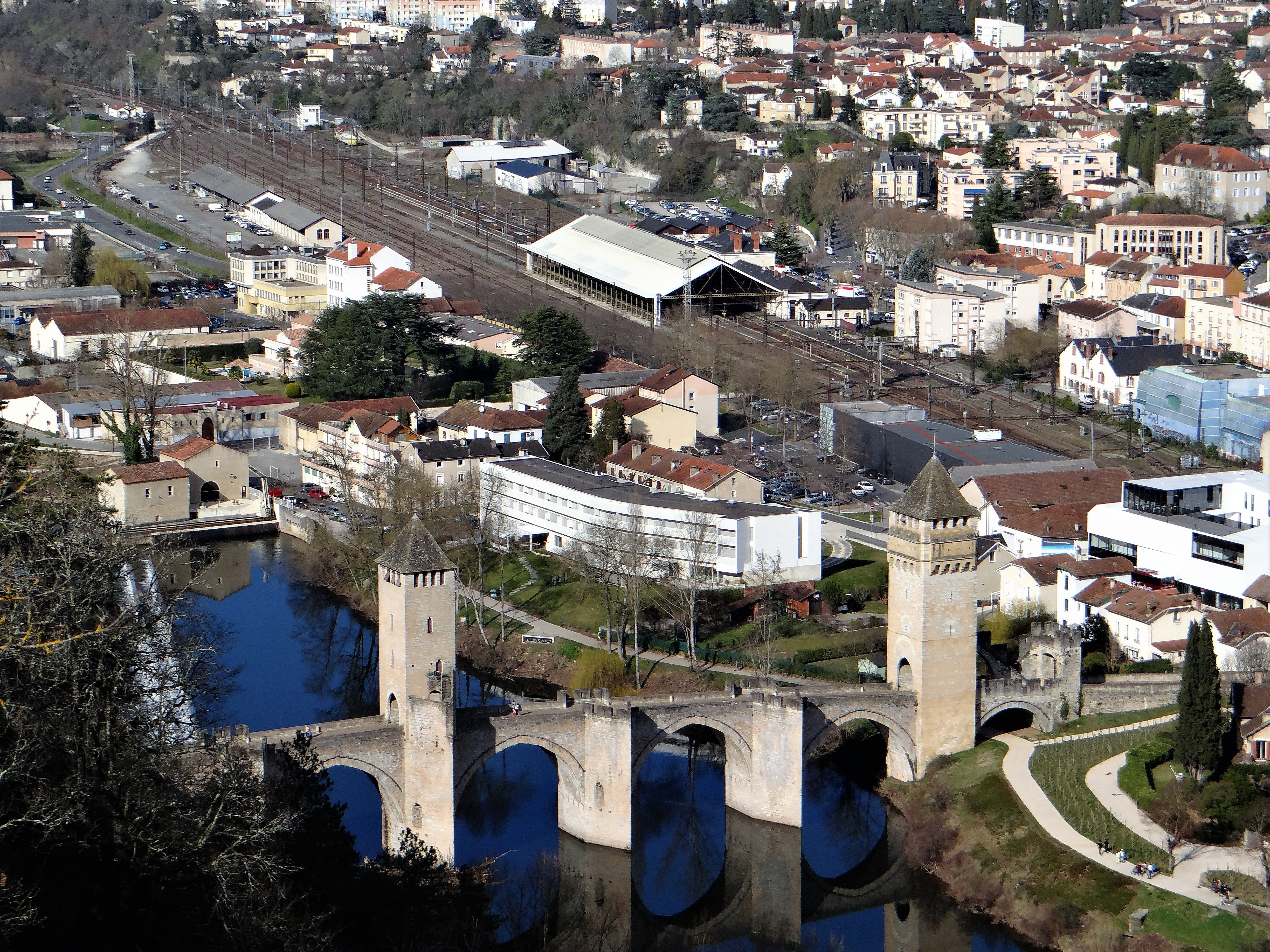
Pont Valentré und Bahnhof

Einen ersten Bahnhof erhielt Cahors 1869 mit der Eröffnung der Bahnstrecke Monsempron-Libos–Cahors durch die Compagnie du chemin de fer de Paris à Orléans (P.O.). Am 10. April 1884 ging nach der Fertigstellung der Brücke über den Lot und des Abschnitts Cahors–Montauban der Bahnstrecke Les Aubrais-Orléans–Montauban-Ville-Bourbon der heutige Bahnhof in Betrieb. Diese Strecke ist Teil der Fernverbindung Paris–Toulouse. Der Bahnhof Cahors ist zudem Ausgangspunkt der Regionalstrecke nach Monsempron-Libos. Die 2011 stillgelegte Bahnstrecke Cahors–Capdenac wird seither mit Bussen bedient.
Durch die Stadt verläuft die ehemalige Nationalstraße N 20, die mittlerweile zur Departementsstraße D 620 herabgestuft wurde. An das  Fernstraßennetz ist Cahors über die A 20 Paris–Toulouse angebunden.
Cahors hat einen kleinen Flugplatz (Aérodrome de Cahors Lalbenque) ca. 10 Kilometer südlich der Stadt. Der nächste Verkehrsflughafen ist Agen-La Garenne, der in südwestlicher Richtung über die D 656 nach etwa 90 Straßenkilometern zu erreichen ist. Die Gesellschaft Airlinair bietet tägliche Verbindungen nach Paris-Orly an. Der nächste internationale Flughafen ist der International Airport Toulouse Blagnac.

## Wirtschaft und Kultur
Die Stadt wird von der Verwaltung und Dienstleistungen dominiert. Das produzierende Gewerbe ist mittelständisch geprägt mit Schwerpunkt in der Lebensmittelindustrie. Cahors ist Hauptort des gleichnamigen Weinbaugebietes. Ein weiteres wichtiges Agrarprodukt der Region ist die Trüffel. Daneben gibt es einige Betriebe der pharmazeutischen und der Elektroindustrie.
Durch den Bau der Autobahn A 20 ist Cahors in den Einzugsbereich der regionalen Metropole Toulouse gerückt.
2005 erhielt Cahors das amtliche Prädikat Ville d’art et d’histoire (Stadt der Kunst und der Geschichte), was dem reichen kulturellen Erbe der Stadt Rechnung trägt.
Seit 1985 besteht das Cahors Blues Festival, das jeden Sommer nicht nur Blues-Musiker in die Stadt lockt.

## Sehenswürdigkeiten

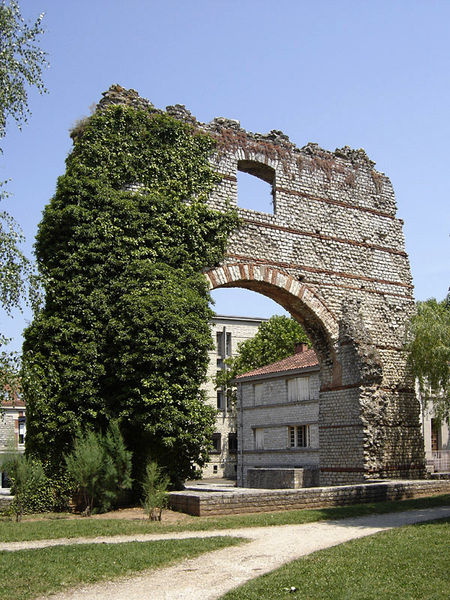
Arc de Diane

- Pont Valentré: Brücke aus dem 14. Jahrhundert (1308–1378) mit drei befestigten Türmen, sechs Bögen und mit spitzen Bastionen bewehrten Pfeilern. Das außergewöhnliche Beispiel eines mittelalterlichen Verteidigungsbauwerkes wurde zum Wahrzeichen von Cahors. Der Pont Valentré ist Teil des französischen Abschnitts des Jakobsweges nach Santiago de Compostela, als solcher wurde die Brücke 1998 als Teil des Weltkulturerbes der UNESCO, als „Wege der Jakobspilger in Frankreich“ ausgezeichnet.
- Kathedrale Saint-Étienne: die Kathedrale mit ihrer Kuppelarchitektur ist die Hauptkirche von Cahors und Sitz des Bischofs; Baubeginn im 11. Jh., seit 1862 unter Denkmalschutz, seit 1998 Teil des Weltkulturerbes der UNESCO
- Mont Saint-Cyr: von der Höhe des Mont Saint-Cyr bietet sich der schönste Blick über die Stadt
- Reste der römischen Terme von Cahors (Arc de Diane)
- Aquädukt von Cahors
- Kirche Saint Barthelemy aus dem 14. Jahrhundert

## Persönlichkeiten
- Radulf von Bourges (um 800–866), Erzbischof von Bourges, als Heiliger und Namenspatron Ralf verehrt
- Jules Combarieu (1859–1916), Musikwissenschaftler und Musikkritiker
- Saint Didier (571–614), Bischof von Auxerre
- Louis Darquier de Pellepoix (1897–1980), rechtsextremer Politiker
- Léon Gambetta (1838–1882), französischer Staatsmann der Dritten Republik
- Philippe Gaubert (1879–1941), Flötist und Komponist
- Papst Johannes XXII. (eigentlich Jacques Duèse) (1245 od. 1249–1334), Papst der katholischen Kirche, residierte als erster Papst ab 1316 dauerhaft in Avignon
- Gloriande de Lauzières-Themines (1602–1635), Hugenottin, Mordopfer
- Olivier de Magny (1529–1561), Dichter
- Clément Marot (um 1496–1544), Dichter
- Émile Parisien (* 1982), Jazzmusiker und Komponist
- Dragan Pechmalbec (* 1996), französisch-serbischer Handballspieler
- Aurélien Pradié (* 1986), Politiker
- Laurent Roux (* 1972), Radrennfahrer